# كلب زومبي (ريزدنت إيفل)
كلب زومي (بالإنجليزية:Zombie dog) هو مخلوق خيالي ظهر لأول مره في لعبة ريزدنت ايفل الجزء الأول عام 1996 هو كلب تم تطوير حمضه النووي بواسطة شركة أمبريلا ليصبح شرس وأقوى ويتغذى على لحوم البشر.